# Prix de La Charité-sur-Loire
Le Prix de La Charité-sur-Loire est une course cycliste française disputée au mois de septembre à La Charité-sur-Loire, dans le département de la Nièvre. Durant son existence, elle est organisée par le Club cycliste Varennes-Vauzelles

## Palmarès
| Année     | Vainqueur                                  | Deuxième                                   | Troisième                                  |                                            |
| --------- | ------------------------------------------ | ------------------------------------------ | ------------------------------------------ | ------------------------------------------ |
| 1935      | Lucien Weiss                               | Georges Vey                                | Jean Marches                               |                                            |
| 1936      | Rémy Berniot                               | Maurice Prédy                              | Joseph Samson                              |                                            |
| 1937      | Joseph Samson                              | J. Beaunez                                 | Pierre Medinger                            |                                            |
| 1938      | Paul Éono                                  | Pothier                                    | Pierre Medinger                            |                                            |
| 1939-1944 | non organisé                               | non organisé                               | non organisé                               |                                            |
| 1945      | Albert Bourlon                             |                                            |                                            |                                            |
| 1946      | Jacques Wassilief                          | Jean Parillaud                             | Albert Bourlon                             |                                            |
| 1947      | Paul Simonin                               |                                            |                                            |                                            |
| 1948      | Georges Barré                              | Albert Bourlon                             | André Pitraye                              |                                            |
| 1949      | Maurice Miel                               | Albert Bourlon                             | Georges Barré                              |                                            |
| 1950      | Paul Simonin                               | Louis Aubrun                               | Angelo Colinelli                           |                                            |
| 1951      | Paul Simonin                               |                                            |                                            |                                            |
| 1952      | Joachim Roca                               |                                            |                                            |                                            |
| 1953      | Joachim Roca                               |                                            |                                            |                                            |
| 1954      | Louis Aubrun                               | Joachim Roca                               | Georges Léger                              |                                            |
| 1955      | Armand Finet                               | Allard                                     | Michel Sallé                               |                                            |
| 1956      | Yves Fayon                                 | Bernard Beaufrère                          | Roger Jubé                                 |                                            |
| 1957      | Yves Fayon                                 |                                            |                                            |                                            |
| 1958      | Henri Cieleska                             | Georges Léger                              | Michel Sallé                               |                                            |
| 1959      | Michel Sallé                               |                                            |                                            |                                            |
| 1960      | Jean Brialy                                | Claude Savu                                | Gimeno                                     |                                            |
| 1961      | André Coupé                                |                                            |                                            |                                            |
| 1962      | Henri Belena                               |                                            |                                            |                                            |
| 1963      | André Millier                              | François Éono                              | Eugène Lagarde                             |                                            |
| 1964      | Daniel Portrat                             | François Éono                              | Roger Bellon                               |                                            |
| 1965      | Daniel Gabin                               | François Éono                              | Robert Marceau                             |                                            |
| 1966      | Claude Baguet                              | Vacher                                     | Jacky Denizon                              |                                            |
| 1967      | Derek Harrison (en)                        | Jean-Claude Genty                          | Bernard Van Der Linde                      |                                            |
| 1968      | Bernard Delaurier                          | Dominique Dussez                           | Henri Cieleska                             |                                            |
| 1969      | Martin Martinez                            | François Coquery                           | Gérard Brenon                              |                                            |
| 1970      | Roland Demeyer                             | Claude Duterme                             | Jean-Claude Morice                         |                                            |
| 1971      | Michel Houelche                            | Jean-Claude Misac                          | Claude Duterme                             |                                            |
| 1972      | Jean-Claude Giraudon                       | Jean-Louis Danguillaume                    | Martin Martinez                            |                                            |
| 1973      | Phil Cheetham                              | Adam Wojciechowski                         | Jean-Louis Danguillaume                    |                                            |
| 1974      | Jean-Paul Cornette                         | Bernard Algret                             | Giraudon                                   |                                            |
| 1975      | Claude Chabanel                            | Patrick Gaffino                            | Gérard Besnard                             |                                            |
| 1976      | Jean-Paul Cornette                         | Patrick Gaffino                            | Adam Wojciechowski                         |                                            |
| 1977      | Robert Cabot                               | Christian Poissenot                        | Jean-Jacques Moirier                       |                                            |
| 1978      | Robert Cabot                               | François Cabot                             | Raymond Blanchot                           |                                            |
| 1979      | Jérôme Simon                               | Robert Cabot                               | Maurice Diot                               |                                            |
| 1980      | Franciszek Ankudowicz                      | Joël Guyot                                 | Philippe Cheuton                           |                                            |
| 1981      | Ryszard Szurkowski                         | Maurice Diot                               | Régis Simon                                |                                            |
| 1982      | Tadeusz Mytnik                             | Michel Bourdillat                          | Pascal Herchel                             |                                            |
| 1983      | Mariano Martinez                           | Robert Cabot                               | Jean-Luc Vernisse                          |                                            |
| 1984      | ?                                          | ?                                          | ?                                          |                                            |
| 1985      | Janusz Bieniek                             | Arnoux                                     | Henryk Charucki (pl)                       |                                            |
| 1986-1987 | ?                                          | ?                                          | ?                                          |                                            |
| 1988      | Roman Cieślak                              | Janusz Bieniek                             | Jean-Luc Vernisse                          |                                            |
| 1989      | Mieczysław Karłowicz                       | Roman Cieślak                              | Adam Zagajewski (pl)                       |                                            |
| 1990      | Declan Lonergan (en)                       | Jean-Luc Vernisse                          | Dave Spencer                               |                                            |
| 1991      | Zbigniew Ludwiniak                         | François Diot                              | Mariano Martinez                           |                                            |
| 1992      | Jean-Michel Bourgeot                       | Jean-Paul Garde                            | Gilles Pauchard                            |                                            |
| 1993      | non organisé                               | non organisé                               | non organisé                               |                                            |
| 1994      | Gérald Liévin                              | Benoît Farama                              | Jean-Pierre Duracka                        |                                            |
| 1995      | Jean-Paul Garde                            | Nicolas Dubois                             | Olivier Farama                             |                                            |
| 1996      | Stéphane Auroux                            | Sébastien Laroche                          | Éric Larue                                 |                                            |
| 1997      | Frédéric Finot                             | Marc Thévenin                              | Jérôme Gourgousse                          |                                            |
| 1998      | Jimmy Delbove                              | Frédéric Finot                             | Jean-Philippe Thibault                     |                                            |
| 1999      | Julien Laidoun                             | Denis Moretti                              | Plamen Stoyanov                            |                                            |
| 2000      | Plamen Stoyanov                            | Benoît Luminet                             | Olivier Maignan                            |                                            |
| 2001      | Stéphane Auroux                            | Sébastien Bordes                           | Franck Faugeroux                           |                                            |
| 2002      | Nicolas Dumont                             | Stéphane Auroux                            | Marc Thévenin                              |                                            |
| 2003      | Jérôme Bouchet                             | Denis Moretti                              | Benjamin Levécot                           |                                            |
| 2004      | Benoît Luminet                             | Laurent Frizet                             | Andrew Jackson                             |                                            |
| 2005      | Benoît Luminet                             | Cédric Jeanroch                            | Arnaud Plaisant                            |                                            |
| 2006      | Benoît Luminet                             | Paul Brousse                               | Cyril Bessy                                |                                            |
| 2007      | Martial Locatelli                          | Franck Brucci                              | Léo Fortin                                 |                                            |
| 2008-2010 | non organisé                               | non organisé                               | non organisé                               |                                            |
| 2011      | Aymeric Brunet                             | Nicolas Morel                              | Antony Tévenot                             |                                            |
| 2012      | Antony Tévenot                             | Stéphane Duguenet                          | Nicolas Morel                              |                                            |
| 2013      | Jérôme Mainard                             | Sébastien Failla                           | Antony Tévenot                             |                                            |
| 2014      | Romain Gioux                               | Loïc Forestier                             | Antony Tévenot                             |                                            |
| 2015      | Stéphane Bénetière                         | Loïc Forestier                             | Wilfried Réthoré                           |                                            |
| 2016      | Sébastien Fournet-Fayard                   | Loïc Forestier                             | Pierre Bonnet                              |                                            |
| 2017      | interrompue en raison du trafic automobile | interrompue en raison du trafic automobile | interrompue en raison du trafic automobile | interrompue en raison du trafic automobile |